# Vete de mí
Pour plus de détails, voir Fiche technique et Distribution.
Vete de mí est un film espagnol réalisé par Víctor García León, sorti en 2006.

## Fiche technique
- Titre : Vete de mí
- Réalisation : Víctor García León
- Scénario : Víctor García León et Jonás Trueba
- Musique : David San José
- Photographie : Mischa Lluch
- Montage : Buster Franco
- Production : Juan Gona
- Société de production : Gonafilm
- Pays :  Espagne
- Genre : Comédie dramatique
- Durée : 95 minutes
- Dates de sortie : 
  -  Espagne : 29 septembre 2006

## Distribution
- Juan Diego : Santiago
- Juan Diego Botto : Guillermo
- Cristina Plazas : Ana
- Rosa Maria Sardà : Julia
- Esperanza Roy : Esperanza
- Ana María Vidal : Eugenia
- José Sazatornil : Quique
- Antonio Zabálburu : Carlos
- Blanca Jara : Lara
- Pilar Ortega : Sole
- Iratxe Elorriaga : Manuela
- Mauro Muñiz : Javito
- Aisha Wizuete : Nerea
- Ángela Cremonte : Irene
- Esperanza De la Vega : Mercedes

## Distinctions
Le film a été nommé deux fois aux prix Goya et a remporté le prix du meilleur acteur pour Juan Diego.